# Краб камчатський

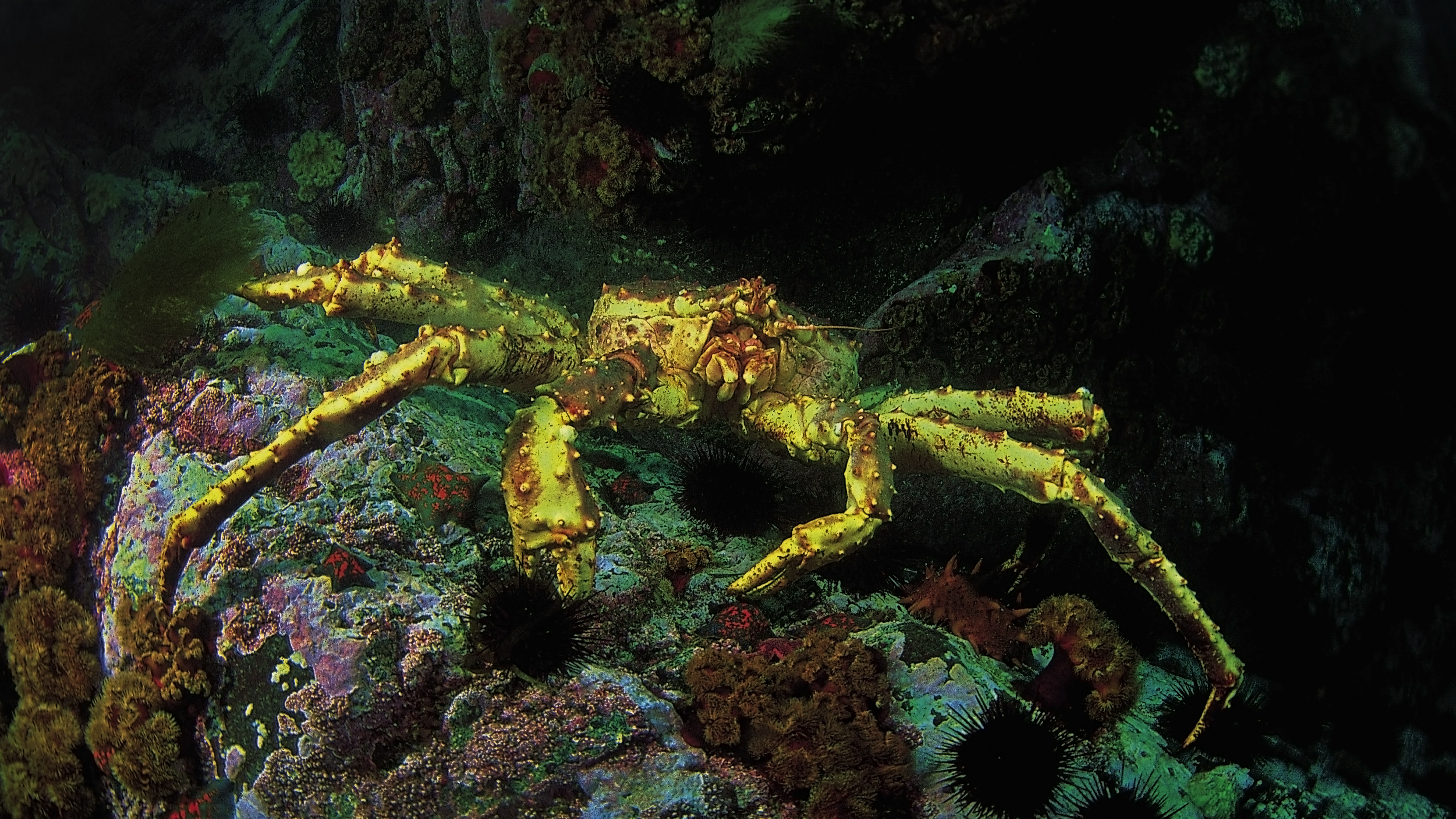
Paralithodes camtschaticus

Краб камча́тський (Paralithodes camtschaticus) — один з найбільших далекосхідних ракоподібних, є об'єктом промислу. Не є справжнім крабом, належить до родини Lithodidae, спорідненої з раками-самітниками. Головна відмінність від справжніх крабів (Brachyura) полягає в захованій під карапакс п'ятій парі ходильних ніг, тобто для пересування використовується не 4, а 3 пари кінцівок. Камчатський краб може досягати порівняно великих розмірів, з карапаксом 29 см завширшки та розмахом ніг 1,8 м.
Серцева і шлункова області панцира озброєні трьома парами гострих великих шипів, незалежно від статі і віку тварини. Кінець дзьоба (рострума) гострий, озброєний по верхній стороні одним великим, часто роздвоєним на верхівці, шипом і парою дрібніших шипів. Рухомий шип (скафоцерит), розташований при основі зовнішнього вусика, завжди простий, нерозгалужений. Тіло і ноги у живих крабів забарвлені зверху в червоно-коричневий, а знизу — у жовтувато-білий колір, на бічних поверхнях є великі фіолетові плями.

## Розселення в Баренцовім морі

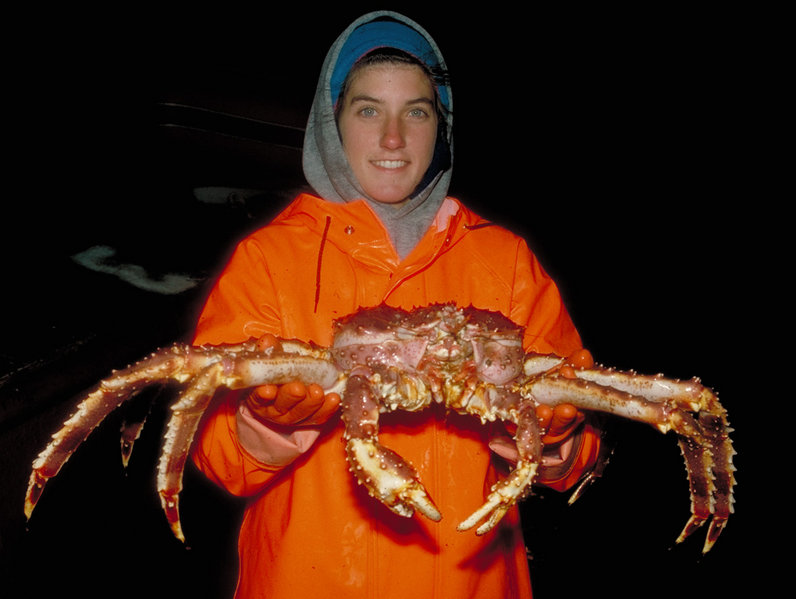
Жінка, що тримає в руках камчатського краба (Paralithodes camtschaticus)

Перші спроби пропрацювати питання про розселення камчатського краба в Баренцовім морі були зроблені у 1932 році, проте, після аналізу ситуації, роботи були заморожені через відсутність надійного способу доставки особин краба з Далекого Сходу.
Після війни, в 1951 році, були відновлені роботи по акліматизації краба в Баренцовім морі, проте вони знову були припинені через неможливість доставки краба живцем: відловлені тварини жили в транспортних резервуарах з водою не більше двох діб.
Перше вдале перевезення дорослих особин відбулося 1960 року. Незважаючи на тривалу, у декілька місяців, акліматизацію, загинуло близько 90 % ікри, що виношувалася самицями. Після цього було ухвалено рішення завозити тільки дорослі особини.
Основне завезення краба проходило в 1961—1969 роках, причому більшість з них авіатранспортом. У 1977—1978 роках залізницею було переселено ще 1200 крабів. Дана операція не була необхідною, оскільки першого камчатського краба виловили в 1974 році. У 1977 році були спіймані перші краби біля берегів Норвегії.

## Краб як цінний харчовий продукт
Як їжа вживається м'ясо (білого кольору), що в ногах, клішнях і в місці зчленування ніг в карапакси, а також ікра. Кількість м'яса в особини може змінюватися залежно від сезону. Основним способом приготування є варіння: кінцівки краба кладуть в підсолений окріп і варять 15-20 хвилин. Після варіння м'ясо можна консервувати або ж заморожувати для тривалого зберігання.